# Sorex kozlovi
Sorex kozlovi — вид роду мідиць (Sorex) родини мідицевих.

## Поширення
Країни поширення: Китай (Тибет). На даний час немає даних про середовище проживання і екологію цього виду.

## Загрози та охорона
Загрози невідомі. Не відомо, чи вид присутній у котрійсь із захищених областей.